# Dodonaea hirsuta
Dodonaea hirsuta är en kinesträdsväxtart som först beskrevs av Maiden & E. Betche, och fick sitt nu gällande namn av Maiden & E. Betche. Dodonaea hirsuta ingår i släktet Dodonaea och familjen kinesträdsväxter. Inga underarter finns listade i Catalogue of Life.